# Jessica Guo
Jessica Zi Jia Guo, née le 23 juin 2005 à Toronto, est une escrimeuse canadienne. À 14 ans, elle est vice-championne panaméricaine chez les séniors.

## Biographie
Jessica Guo débute l'escrime à l'âge de huit ans. Elle est entraînée par Li Huahua, qui a représenté la Chine à deux reprises aux Jeux olympiques. 
Petite prodige, elle fait ses débuts à l'âge de 13 ans dans la catégorie senior, parmi des tireuses de 21 ans et plus. Elle réalise dès sa première saison plusieurs exploits en se qualifiant pour le grand tableau de chaque tournoi de Coupe du monde où elle est inscrite et rejoignant les quarts de finale du Challenge international de Saint-Maur en battant la no 3 mondiale, et son modèle, Lee Kiefer avant d'être éliminée par la vice-championne du monde Ysaora Thibus. Sur sa lancée, elle décroche une première médaille internationale aux championnats panaméricains, perdant seulement en finale contre l'expérimentée Nicole Ross, d'une seule touche (10-11).

## Palmarès
- Championnats panaméricains d'escrime
  -  Médaille d'argent aux championnats panaméricains d'escrime 2019 à Toronto
  -  Médaille de bronze aux championnats panaméricains d'escrime 2022 à Asuncion
  -  Médaille de bronze aux championnats panaméricains d'escrime 2023 à Lima

## Classement en fin de saison
| Année | 2019 | 2020 | 2021 | 2022 | 2023 |
| ----- | ---- | ---- | ---- | ---- | ---- |
| Rang  | 17   | 16   | 14   | 10   | 14   |